# ラ・ニャッラ・マッタリッティ
ラ・ニャッラ・マフムード・マッタリッティ（インドネシア語: La Nyalla Mahmud Mattalitti、1956年5月10日 - ）は、インドネシアの政治家。2019年から2024年までインドネシア上院議長を務めた。

## 経歴
ビネカ・バクティ小学校で教育を受け、その後、スラバヤ州立第一中学校とスラバヤ州立第三高校で中等教育を受けた。
ジョハル・アリフィン・フシンがインドネシアサッカー協会会長の座に着いた時、マッタリッティはインドネシアサッカー監督となった。マッタリッティはインドネシア大手家具メーカーマスピオン主催の展覧会では、マッタリッティ自身が負債を抱えることになった。
2009年の大統領選挙から2018年までの間、プラボウォ・スビアント率いるグリンドラ党を支援した。2018年の選挙で東ジャワ州知事の指名のために約250万ドルの大金を渡して欲しいというプラボウォ率いるグリンドラの要求を拒否。ジョコ・ウィドドを支持するようになる。その後、ウィドドが共産主義者であると述べたデマを広めた為、謝罪。
2019年の選挙ではマッタリッティは東ジャワからインドネシア上院の議席に立候補した。マッタリッティは2019年の選挙で東ジャワの選挙区からインドネシア地域代表議会のメンバーに選出された220万の得票率を獲得、地域代表議会議長となる